# 馬克思主義政治學
馬克思主義政治學是中华人民共和国、古巴、越南等社会主义国家特有的研究政治学的的方法论，形成于苏联。以马克思主义的角度，通过辩证唯物主义和历史唯物主义来观察和分析社会政治现象。
其方法论主要有：
- 历史分析法：认为任何政治现象的发生都有一定的历史条件特定的政治现象应该放到特定的历史环境中去考察。
- 经济分析法：认为经济决定政治，各种政治现象都是由经济原因决定的。。
- 阶级分析法：认为阶级关系是最根本的社会关系，阶级社会中的政治就是阶级的政治。对政治现象的分析，要注意其背后的阶级利益、阶级基础和阶级关系。